# Lüttringhauser Wasserturm

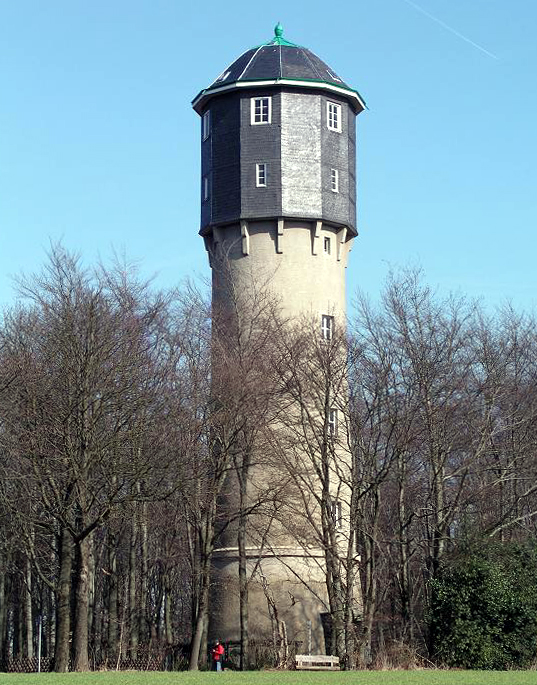
Lüttringhauser Wasserturm

Der Lüttringhauser Wasserturm  ist ein das Orts- und Landschaftsbild prägendes Gebäude in der bergischen Großstadt Remscheid in Nordrhein-Westfalen.

## Lage und Geschichte
Der Wasserturm steht östlich des Ortsteils Lüttringhausen nahe der Bundesautobahn 1 in der Garschager Heide.
Er wurde im Jahre 1914 zur Wasserversorgung der damals noch selbständigen Stadt Lüttringhausen auf der Garschager Heide auf einer etwa 330 Meter über Normalnull hohen Erhebung erbaut. Bis 1973 hatte der Turm diese Funktion inne, als dann ein neu errichteter Hochbehälter im Nachbarstadtteil Lennep hierzu in Betrieb genommen wurde.
Nach Jahren der Leerstands wurde der heute in Privatbesitz befindliche Turm zu Wohnzwecken umgebaut und neu verschiefert.

## Beschreibung
Das unter Denkmalschutz stehende Gebäude besteht aus verputztem Mauerwerk. Die oberen Etagen, in denen sich noch der Wasserbehälter befindet, ragen nur unwesentlich über den runden Turmschaft hinaus. Sie haben eine achteckige Form, besitzen ebenso wie der Schaft kleine Fenster und sind wie auch das Dach des Turms verschiefert.
Der Turm stellt eine weithin sichtbare Landmarke dar.